# Joaquin Ier du Kongo
Joachim Ier du Kongo ou Joaquin Ier du Kongo en portugais (mort en 1794), manikongo du royaume du Kongo de 1793 à 1794

## Contexte
Pendant le premier séjour du capucin italien Raimondo di Dicomano à la cour du Manikongo (1791-1798) le roi Alexis Ier qu'il était venu couronner meurt. Son successeur, d'origine inconnue, élu sous le nom de « Joaquin Ier » disparaît rapidement et le Missionnaire doit faire face à plusieurs prétendants dont Masaki ma Mpanzu qui est élu roi le 10 janvier 1794 sous le nom de Henri II et avec qui il entretient des relations difficiles alors qu'il bénéficie de la protection du Prince  Dom Garcia de Agua Rosada

## Source
- (en) John K. Thornton, « Mbanza Kongo/Sao Salvador :  Kongo's Holy City », dans David M. Andreson et Richard Rathbone (éd.), Africa's Urban Past, Oxford, James Currey, Portsmouth, Heinemann, 2000  (ISBN 978-0-325-00221-7).
- (en) John K. Thornton, A history of west central Africa to 1850, Cambridge, Cambridge University Press, 2020, 365 p. (ISBN 978-1-107-56593-7).